# Місбахов Ільнар Вакілович
Ільнар Вакілович Місбахов (рос. Ильнар Вакилович Мисбахов; 22 листопада 1983, м. Брежнєв, СРСР) — російський хокеїст, правий нападник. Виступає за «Южний Урал» (Орськ) у Вищій хокейній лізі. 
Вихованець хокейної школи «Нафтохімік» (Нижньокамськ). Виступав за: «Нафтовик» (Леніногорськ), «Нафтохімік» (Нижньокамськ), ХК «Брест», «Дизель» (Пенза), «Зауралля» (Курган), «Олімпія» (Кірово-Чепець), Газпром-ОГУ (Оренбург).